# Philadelphia Cycling Classic 2016
Den 4. udgave af Philadelphia Cycling Classic blev afholdt den 5. juni 2016. Det var det niende løb i UCI Women's World Tour 2016.
| Nr. | Rytter                        | Hold                       | Tid        |
| --- | ----------------------------- | -------------------------- | ---------- |
| 1   | Megan Guarnier (USA)          | Boels-Dolmans              | 2t 59' 22" |
| 2   | Elisa Longo Borghini (ITA)    | Wiggle High5               | + 3"       |
| 3   | Alena Amialiusik (BLR)        | Canyon-SRAM                | + 3"       |
| 4   | Evelyn Stevens (USA)          | Boels-Dolmans              | + 9"       |
| 5   | Brianne Walle (USA)           | TIBCO-Silicon Valley Bank  | + 11"      |
| 6   | Heather Fischer (USA)         | Skabelon:Cykelholddata OPW | + 11"      |
| 7   | Dani King (GBR)               | Wiggle High5               | + 13"      |
| 8   | Elena Cecchini (ITA)          | Canyon-SRAM                | + 14"      |
| 9   | Kristabel Doebel-Hickok (USA) | Cylance Pro Cycling        | 14"        |
| 10  | Alison Jackson (CAN)          | TWENTY16-Ridebiker         | + 16"      |